# Dawid Lau
Dawid Lau (hebr. ‏דוד לאו‎, ur. 13 stycznia 1966 w Tel Awiwie) – izraelski rabin, aszkenazyjski naczelny rabin Izraela w latach 2013–2024.

## Życiorys
Syn Jisra’ela Me’ira Laua, naczelnego rabina Izraela w latach 1993–2003.
Uczęszczał do jesziw Jiszuw HaHadasz oraz Bejt Matijahu. W 1993 roku rabin Dow Lior oskarżył go o próbę oszustwa podczas egzaminu na rabina, przez co Lau został zdyskwalifikowany. Ordynację rabiniczną uzyskał ostatecznie rok później.
Został pierwszym rabinem w mieście Szoham, a następnie pracował jako pierwszy naczelny rabin Modi’in Illit. Posiada stopień raw serena (majora) rezerwy Sił Obronnych Izraela, służył w Korpusie Wywiadu.
Był pierwszym rabinem w Izraelu, który udostępniał responsa przez internet. Od 1999 roku prowadził własny program w radiu Kol Haj, od 2006 roku występował we własnym programie telewizyjnym w Kanale 1.
Uznawany jest za bliskiego współpracownika Binjamina Netanjahu, jego przyjacielem jest Ehud Olmert. W 2013 roku został wybrany aszkenazyjskim naczelnym rabinem Izraela, w momencie wyboru był najmłodszą osobą w historii wybraną na tę funkcję. Jego sefardyjskim odpowiednikiem był Jicchak Josef. Jego kadencja miała upłynąć w 2023 roku, została jednak przedłużona do kwietnia 2024 roku. Funkcję naczelnego rabina pełnił do 2 lipca 2024 roku. Jego następcą został Kalman Ber.
Jest żonaty z Cipporą.